# Kračúnovce
Kračúnovce est un village de Slovaquie situé dans la région de Prešov.

## Histoire
Première mention écrite du village en 1347.

## Démographie

### Évolution de la population
| Année:               | 1994. | 2004.   | 2014.   | 2024.   |
| -------------------- | ----- | ------- | ------- | ------- |
| Nombre de personnes: | 1024  | 1123    | 1206    | 1273    |
| Différence:          |       | +9,66 % | +7,39 % | +5,55 % |

| Année:               | 2023. | 2024.   |
| -------------------- | ----- | ------- |
| Nombre de personnes: | 1271  | 1273    |
| Différence:          |       | +0,15 % |